# Terlipressine
La terlipressine est un analogue de la vasopressine utilisé comme médicament vasoactif dans la gestion de l'hypotension. Elle a un effet vasoconstricteur. Elle a prouvé son efficacité lorsque la noradrénaline ne donne pas de résultat[réf. nécessaire].

## Mode d'action
Elle se fixe sur les récepteurs 1 de la vasopressine, avec une plus forte affinité pour ces derniers que pour les récepteurs 2 de la vasopressine. Ses métabolites peuvent également se fixer sur les premiers.
En cas de cirrhose, elle augmente la pression artérielle et le débit sanguin hépatique, sans modifier le débit splanchnique.

## Indications
La terlipressine est commercialisée en France sous le nom de Glypressine. Elle est réservée à l'usage hospitalier.
Elle est utilisée dans les hémorragies digestives hautes lorsqu'elles sont secondaires à un saignement de varices œsophagiennes qui se développent habituellement dans un contexte d'hypertension portale.
Elle est aussi employée en France dans les hémoptysies abondantes,,, bien que ses modalités d'utilisation soient mal codifiées. Son usage par voie systémique dans cette indication est rarement rapporté dans la littérature internationale. Un essai randomisé prospectif a débuté en 2024 à l'AP-HP pour déterminer l'intérêt respectif de la terlipressine et de l'acide tranexamique vs. placebo, par voie inhalée, dans les hémoptysies de moyenne abondance.
La terlipressine a été proposée par certaines équipes comme traitement vasopresseur chez des patients en choc septique, notamment dans des cas résistants à la noradrénaline et particulièrement en pédiatrie,. En 2021, sur la base d'un essai randomisé multicentrique en double aveugle comparant directement la terlipressine à la noradrénaline comme vasopresseur de première intention, les auteurs de la Surviving Sepsis Campaign se sont positionnés contre son utilisation dans le choc septique en raison d'une efficacité comparable à celle de la noradrénaline tandis que les effets indésirables graves étaient plus fréquents.

## Effets secondaires
Un effet inotrope négatif (diminution de la fraction d'éjection du ventricule gauche, diminution du débit cardiaque) a été décrit dans un petit groupe (n = 24) de patients cirrhotiques.
Des cas d'insuffisance respiratoire aiguë, parfois graves, ont été rapportés